# Margareta Örtenblad
Alice Margareta Viktoria Örtenblad, född 11 januari 1921 i Stockholm, död 29 november 2007 i Kungsholms församling i Stockholm, var en svensk målare och tecknare.
Hon var dotter till byråsekreteraren Carl Magnus Wilhelm Stenwall och Pamela Maria Ottilia Levin och från 1943 gift med översten Johan Olof Örtenblad i dennes tredje äktenskap. Hon studerade vid Otte Skölds målarskola 1946–1948 samt vid Kungliga konsthögskolan 1948–1954 och som norsk statsstipendiat monumentalmåleri i Oslo 1952–1953. Hon tilldelades även stipendium från Svenska konstnärernas förening, Stockholms stad och Svensk-norska samarbetsfonden. Hon bedrev självstudier under resor till bland annat Frankrike, Nederländerna och Italien. Separat debuterade hon med en utställning på De Ungas salong i Stockholm 1965 och hon medverkade i flera av Sveriges allmänna konstförenings salonger i Stockholm samt Liljevalchs Stockholmssalonger. Hon var representerad i Föreningen Svenska Konstnärinnors jubileumsutställning på Konstakademien 1960 och Svenska konstnärernas förenings utställning i Göteborg. Bland hennes offentliga arbeten märks al seccomålningen Figurkomposition Revsand på Manilla dövskola i Stockholm. Hennes konst består av interiörer, landskapsskildringar utförda i olja, akvarell eller i form av teckningar. Makarna Örtenblad är begravda på Norra begravningsplatsen utanför Stockholm.